# Baxter Österreich
Baxter Österreich ist der österreichische Zweig mit der Europazentrale von Baxter International, einem weltweit operierenden US-amerikanischen Unternehmen in den Bereichen Pharmaindustrie und Medizintechnik. Österreich ist der größte Baxter-Standort und der größte Forschungsstandort von Baxter BioScience weltweit.
Die Bedeutung von Baxter Österreich fußt auf der Übernahme der Immuno AG, die bis dahin in Österreich ein bedeutendes Unternehmen war. Davor war Baxter Österreich wie die meisten Auslandsvertretungen nur ein Vertriebsunternehmen des Konzerns Baxter. Die Immuno AG beschäftigte sich bis mit der Fraktionierung von menschlichem Plasma, einem Impfstoff gegen FSME und der Herstellung von Fibrinkleber. Immuno war in den 80er Jahren als Hersteller in den Blutskandal mit HIV-infiziertem Faktor VIII-Präparat verwickelt. Faktor VIII benötigen Hämophile (Bluter) zur Erhöhung ihrer Blutgerinnung.

## Organisation

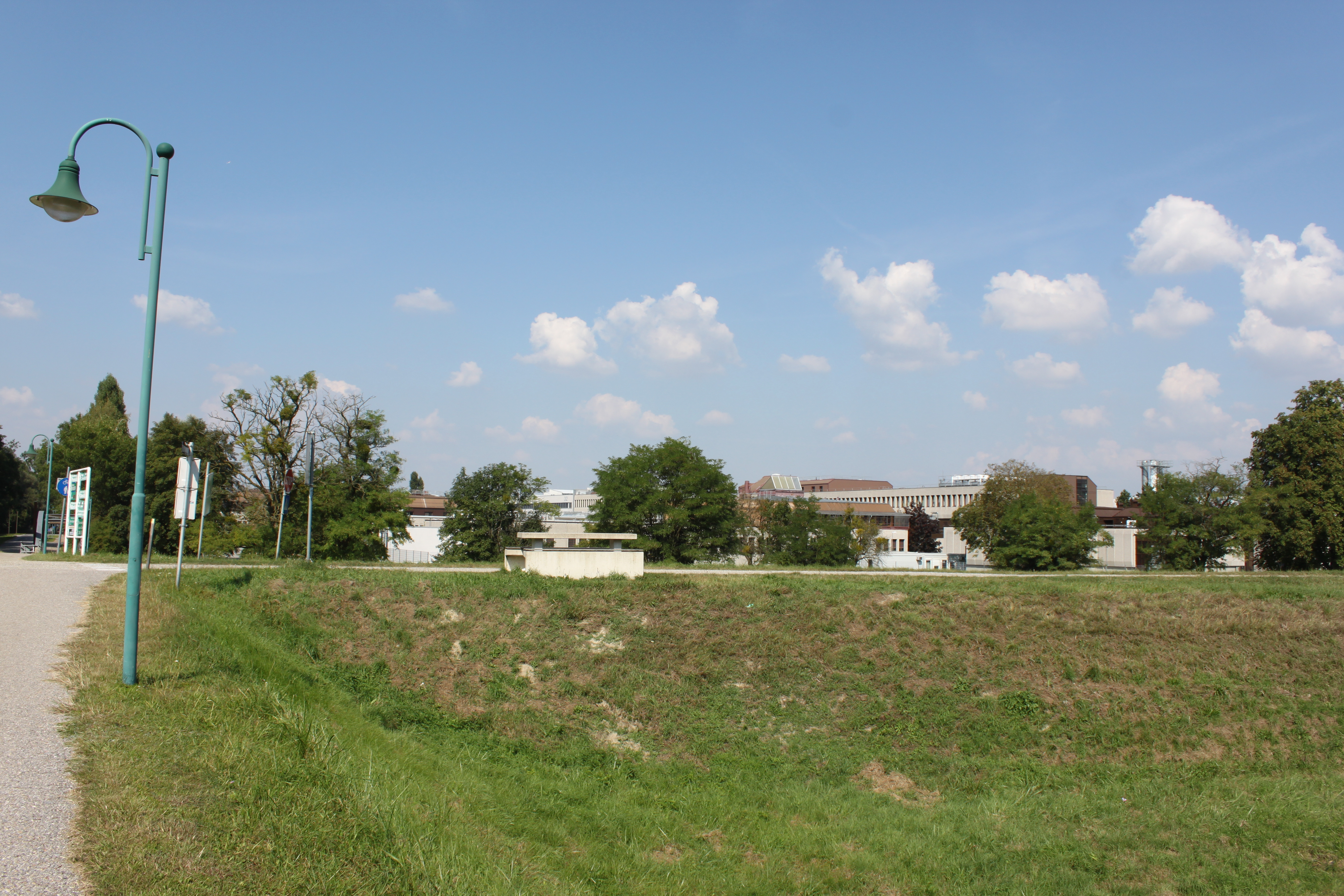
Baxter in Orth an der Donau

In Österreich ist Baxter rechtlich in drei Unternehmen geteilt:
- die Baxter AG mit Sitz in Wien und 2.800 Mitarbeitern
- die Baxter Innovations GmbH mit etwa 900 Mitarbeitern in der Forschung mit Standorten in Wien und Orth an der Donau
- die Baxter Healthcare GmbH mit Standort Wien mit 80 Mitarbeitern, das nur für die Pharmaversorgung des österreichischen Marktes verantwortlich zeichnet.

## Geschäftsbereich BioScience
Von Österreich aus wird auch die internationale Forschung des Geschäftsbereiches BioScience geleitet. Dieser Geschäftsbereich befasst sich mit der Herstellung von Arzneimitteln aus menschlichem Plasma zur Behandlung von Störungen der Blutgerinnung, des Immunsystems und anderen Erkrankungen. Bioscience produziert auch Substanzen zur Blutstillung, zum Wundverschluss und zur Gewebsregeneration sowie Impfstoffe. 80 Prozent aller Produkte von Baxter BioScience werden zur Gänze oder teilweise in Österreich hergestellt.

## Produktion in Österreich
Baxter produziert in Wien und Orth an der Donau für 94 Länder. In Österreich werden 22 Produkte hergestellt, davon 18 aus humanem Plasma. Zu diesem Zweck nahm Baxter 2009 in Wien eine der international größten Anlagen zur Trennung von Plasmabestandteilen in Betrieb. Hier werden jährlich aus rund 1,7 Millionen Liter humanem Plasma Medikamente hergestellt. Die Anlage arbeitet effektiver als bisherige Fraktionierungsanlagen.

## Impfstoffe
Es werden Impfstoffe gegen FSME, verschiedene Formen der Influenza und Meningokokken seit der Entwicklung unter der Immuno AG hergestellt. Anstatt wie ursprünglich zur Impfstoffproduktion Hühnereier zu verwenden, kommen nun Zelllinien der Grünen Meerkatze zur Anwendung.

## Geschichte
In Wien gründeten im Jahr 1953 die Chemiker Johann Eibl, Otto Schwarz und der Physiologe Wilhelm Auerswald das erste österreichische Institut für Hämoderivate. Dieses Institut war der Grundstein für die spätere Immuno AG. Die im Jahr 1960 gegründete Immuno AG errichtete in Wien 1966 das erste Plasmapherese-Zentrum Europas. Dem folgten erst 1990 weitere in Österreich.
Nachdem der Linzer Virologe Christian Kunz einen Impfstoff gegen FSME entwickelte, begann die Immuno AG 1976 die Serienproduktion. Das führte dazu, dass in Österreich nicht nur das Serum entwickelt wurde, sondern mit 87 % auch das Land mit der höchsten Durchimpfungsrate wurde.
Eine wesentliche Erfindung war der bei Immuno vom Chemiker Thomas Seelich entwickelte und erstmals 1978 zugelassene Fibrinkleber, der die Operationstechnik revolutionierte.
Im Jahr 1996 wurde die Medizinerin Martha Eibl, die Gattin Johann Eibls, als erste Wissenschaftlerin zu Lebzeiten mit der „Roten Lilie von Florenz für Verdienste um Humanität und Wissenschaft“ ausgezeichnet. Eibl, die auch seit 1980 Professorin am Institut für Immunologie der Universität Wien war, war Leiterin der HIV-Impfstoff Entwicklung. Sie erhielt 1997 das „Ehrenkreuz für Wissenschaft und Kunst I. Klasse“. Ihr Arbeitgeber, die Immuno AG, hat in den 70er und 80er Jahren mit HIV-verseuchten Faktor-VIII-Präparate Hämophilie (Bluter) infiziert.
Im Jahr 1996 erwarb die Baxter AG, die bisher in Österreich nur über ein Vertriebsbüro verfügte, in einem Dreistufenplan Anteile der schon bestehenden Schweizer Immuno-Gruppe für etwa 175 Millionen Dollar und verschmolz mit ihr zur Immuno-Baxter. Immuno AG erwirtschaftete damals einen Umsatz von rund 4,4 Milliarden Österreichischen Schilling (320 Millionen Euro) mit 3.500 Mitarbeitern weltweit. Auch im Jahr 1997 erzielte Immuno mit den über 2.000 Mitarbeitern von den nur durch das Schrumpfgeschäftsjahr verursachten 4,5 Milliarden Schilling 90 % des Umsatzes im Export.
Im Jahr 2002 etablierte Baxter einen neuen Produktionsstandort im Wert von rund 200 Millionen Euro in Krems zur Herstellung eine Influenza-Impfstoffes. Es wurden zwar 40 Millionen Euro investiert, der Betrieb ging aber wegen Rückschlägen in der Forschung nie in Betrieb.
Während Baxter 2003 weltweit die etwa 100 Forschungszentren auf nur wenige reduziert hat, wurde das Wiener Zentrum weiter ausgebaut und konnte sich so gegen Singapur, Berlin oder das Elsass durchsetzen. Neben der Basis, die Immuno bereits gelegt hat, war auch die Zusammenarbeit mit der Universität Wien ausschlaggebend. Während sich das Zentrum in Wien mit Medikamenten gegen Entzündungen, Infektionen, Thrombosen oder Lungenleiden beschäftigt, war Orth mit dem Schwerpunkt der biomedizinische Forschung geplant.
Wenn auch das Produktionswerk in Krems nicht realisiert wurde, so wurde die Forschung mit der IMC Fachhochschule Krems stark intensiviert und so neue Produkte für eine schnellere Wundheilung entwickelt.
Seit 1958 besteht zudem eine enge Zusammenarbeit von Immuno mit der Höheren Bundeslehr- und Versuchsanstalt für chemische Industrie. So sind allein aus dieser Schule 450 Absolventen bei Baxter beschäftigt.
Im Jahr 1999 verschwand mit der Umfirmierung der Baxter-Immuno Vertriebs GmbH in Baxter-Vertriebs GmbH der Name Immuno komplett aus der letzten der Firmen der Baxter-Gruppe.
Das 2002 errichtete, aber nie in Betrieb gegangene Werk in Krems wurde im Laufe des Jahres 2013 einer Prüfung der weiteren Nutzbarkeit unterzogen. Im Herbst 2013 wurde der Teilausbau verkündet: „In der ersten Ausbaustufe ist zunächst eine Produktionslinie geplant, für mögliche zukünftige Erweiterungen sind ausreichend Flächen vorhanden. Das Investitionsvolumen wird mit 138 Millionen Euro veranschlagt. Der Baubeginn ist für das erste Quartal 2014 geplant.“

## Kritik

### Versuchstierhaltung
In der Öffentlichkeit wurde das Unternehmen auch oft in Zusammenhang mit dem Affenhaus im ehemaligen Safaripark Gänserndorf genannt, weil dort schon Affen aus der Zeit unter Immuno AG, die für Forschungszwecke gehalten wurden, untergebracht waren.
Nachdem auch in den USA angeordnet wurde, dass Schimpansen nach Tierversuchen nicht getötet werden dürfen, sondern nur in Auffangstationen untergebracht sollen, schloss auch Baxter Österreich im Jahr 2001 für die 150 Affen, davon 45 Schimpansen, mit dem Safaripark einen Vertrag, die Kosten für die Tiere bis zum Jahr 2012 zu übernehmen. Dazu wurde unter wissenschaftlicher Leitung von Jane Goodall ein eigenes Affenhaus errichtet.
Schwierigkeiten gab es, als der Safaripark im Jahr 2004 Konkurs anmelden musste und die weitere Zukunft der Affen unsicher war. Seit 2010 wurden diese Schimpansen im Gut Aiderbichl übernommen.

### Laborfehler bei der Impfstoffentwicklung
Anfang 2009 wurde experimenteller Impfstoff, der mit Vogelgrippe H5N1-Viren kontaminiert war, von Baxter Österreich an mehrere europäische Laboratorien versandt. Der gefährlichere A/H5N1-Subtyp des Influenzavirus wurde mit dem harmloseren A/H3N2-Subtyp der saisonalen Influenza vermischt. Als in einem Labor in Tschechien Versuchstiere starben, wurde die Verwechslung aufgedeckt.  Mitarbeiter, die mit den Proben in Kontakt gekommen waren, wurden prophylaktisch antiviral behandelt. Baxter gab gegenüber den Behörden eine Stellungnahme zum Hergang des Unfalls ab. Das österreichische Bundesamt für Sicherheit im Gesundheitswesen führte eine Inspektion der Produktionsstätte durch und das Material wurde vernichtet.

### HIV-verseuchte Blutprodukte
In den 1970er und 1980er Jahren waren die Faktor VIII-Produkte der Immuno AG noch nicht ausreichend virusinaktiviert. Deshalb wurden mittels dieses Medikamentes Hämophile mit HIV infiziert. Der Blutskandal war Gegenstand einer Untersuchungskommission des Deutschen Bundestages (Drucksache 12/8591).